# Nicole Oring
Nicole Oring (ur. 19 stycznia 1977 w Seulu) – amerykańska aktorka pornograficzna i modelka pochodzenia koreańskiego.

## Życiorys

### Wczesne lata
Urodziła się w Seulu w Korei Południowej. Jako dziecko została zaadoptowana i wychowała się w Kalifornii.

### Kariera
Pozowała dla magazynów dla mężczyzn „Playboy” i „Penthouse”. Karierę rozpoczęła w 2002 roku, kiedy trafiła do serialu Playboy TV 7 Lives Xposed. Wystąpiła potem głównie w filmach erotycznych z gatunku softcore emitowanych na kanałach HBO, DirecTV i Cinemax.
W 2006 roku po raz pierwszy wystąpiła w filmie pornograficznym Hardline Nicole Oring Interactive. 
Trenowała również sztuki walki, w tym brazylijskie jiu-jitsu, MMA, boks tajski i pro-wrestling.
Związała się z Justinem. Mają córkę Kylie.

## Wybrana filmografia
- 2003: Wyścig namiętności (Maximum Thrust, TV) jako Corky
- 2005: Sublokatorka II (Single White Female 2: The Psycho) jako Dominatrix
- 2005: Nagie grzechy (Naked Sins) jako Anna
- 2006: Seksowna pięść (Maisie Undercover: Shadow Boxer) jako Jade
- 2006: Skrywane sekrety (Forbidden Secrets) jako India
- 2006: Nicole Oring Interactive (jedyna produkcja hardcore)
- 2006: Hotel Erotica Cabo (odc. „The Amazing Woody”)
- 2008: Deviant Sins
- 2013: Zmysłowe przebudzenie (Carnal Awakening)